# Onychomys
Onychomys es un género de roedores miomorfos de la familia Cricetidae conocidos comúnmente como ratones saltamontes. Son endémicos de Norteamérica.

## Especies
Se reconocen las siguientes:
- Onychomys arenicola Mearns, 1896
- Onychomys leucogaster (Wied-Neuwied, 1841)
- Onychomys torridus (Coues, 1874)